# Moon Hyang-ja
Moon Hyang-ja, född den 5 maj 1972, är en sydkoreansk handbollsspelare.
Hon tog OS-guld i damernas turnering i samband med de olympiska handbollstävlingarna 1992 i Barcelona.
Hon tog även OS-silver i damernas turnering i samband med de olympiska handbollstävlingarna 1996 i Atlanta.